# آرتور ئی. آندرسون
آرتور ئی. آندرسون (انگلیسی: Arthur E. Andersen; ۳۰ مهٔ ۱۸۸۵ – ۱۰ ژانویهٔ ۱۹۴۷) کارآفرین، دانشمند و حسابدار اهل ایالات متحده آمریکا بود، که در سال ۱۹۱۳ شرکت آرتور آندرسون را تأسیس کرد.